# Мощенська сільська рада (Городнянський район)
Моще́нська сільська́ ра́да — адміністративно-територіальна одиниця та орган місцевого самоврядування в Городнянському районі Чернігівської області. Адміністративний центр — село Мощенка.

## Загальні відомості
Мощенська сільська рада утворена у 1919 році.
- Територія ради: 55,891 км²
- Населення ради: 662 особи (станом на 2001 рік)

## Населені пункти
Сільській раді підпорядковані населені пункти:
- с. Мощенка
- с. Гасичівка
- с. Сутоки

## Склад ради
Рада складається з 14 депутатів та голови.
- Голова ради: Руденок Сергій Володимирович
- Секретар ради: Кравченко Тамара Сергіївна

### Керівний склад попередніх скликань
| Прізвище, ім'я, по батькові  | Основні відомості                                                                                                | Дата обрання | Дата звільнення |
| ---------------------------- | --- | ------------ | --------------- |
| Руденок Сергій Володимирович | Сільський голова, 1964 року народження, освіта середня спеціальна, член Всеукраїнського об'єднання «Батьківщина» | 26.03.2006   | 31.10.2010      |
| Руденок Сергій Володимирович | Сільський голова, 1964 року народження, освіта середня спеціальна, член Всеукраїнського об'єднання «Батьківщина» | 31.10.2010   |                 |

Примітка: таблиця складена за даними сайту Верховної Ради України

### Депутати
За результатами місцевих виборів 2010 року депутатами ради стали:

#### За суб'єктами висування
| Суб'єкт висування                     | Кількість обраних депутатів | %    |
| ------------------------------------- | --------------------------- | ---- |
| Самовисування                         | 9                           | 64,3 |
| Партія регіонів                       | 3                           | 21,4 |
| Соціалістична партія України          | 1                           | 7,1  |
| Українська соціал-демократична партія | 1                           | 7,1  |

#### За округами
| № округу                              | Прізвище, ім'я, по батькові     | Дата визнання обраним | Освіта  | Партійна приналежність            | Відомості про обраного депутата                 |
| ------------------------------------- | ------------------------------- | --------------------- | ------- | --------------------------------- | ----------------------------------------------- |
| Партія регіонів                       |                                 |                       |         |                                   |                                                 |
| 6                                     | Шаповал Валентина Іванівна      | 02.11.2010            | вища    | позапартійна                      | Мощенський сільське споживче товариство, голова |
| 9                                     | Проскурін Михайло Іванович      | 02.11.2010            | вища    | позапартійний                     | Мощенська лікарська амбулаторія, головний лікар |
| 14                                    | Павлович Олена Миколаївна       | 02.11.2010            | вища    | член Партії регіонів              | Мощенська загальноосвітня школа, вчитель        |
| Соціалістична партія України          |                                 |                       |         |                                   |                                                 |
| 2                                     | Цап Іван Павлович               | 02.11.2010            | середня | позапартійний                     | ДП Городнянський райагролісгосп, лісник         |
| Українська соціал-демократична партія |                                 |                       |         |                                   |                                                 |
| 5                                     | Веремеєнко Федір Олександрович  | 02.11.2010            | середня | позапартійний                     | СГВК «Мощенський», механізатор                  |
| Самовисування                         |                                 |                       |         |                                   |                                                 |
| 1                                     | Руденок Федір Володимирович     | 02.11.2010            | середня | позапартійний                     | ДП Городнянський райагролісгосп, лісник         |
| 3                                     | Кравченко Володимир Миколайович | 02.11.2010            | середня | позапартійний                     | Мощенська сільська рада, землевпорядник         |
| 4                                     | Кравченко Тамара Сергіївна      | 02.11.2010            | середня | позапартійна                      | Мощенська сільська рада, секретар               |
| 7                                     | Бенедик Анатолій Михайлович     | 02.11.2010            | середня | член Комуністичної партії України | відділ освіти Городняської РДА, майстер         |
| 8                                     | Лешко Валентина Вікторівна      | 02.11.2010            | вища    | позапартійна                      | Мощенська загальноосвітня школа, вчитель        |
| 10                                    | Новик Олена Миколаївна          | 02.11.2010            | середня | позапартійна                      | Мощенське відділення зв'язку, листоноша         |
| 11                                    | Пінчук Василь Іванович          | 02.11.2010            | середня | позапартійний                     | СГВК «Мощенський», тваринник                    |
| 12                                    | Приходько Віктор Іванович       | 02.11.2010            | середня | позапартійний                     | пенсіонер                                       |
| 13                                    | Дегтяр Лариса Миколаївна        | 02.11.2010            | вища    | позапартійна                      | Мощенська сільська рада, техпрацівник           |